# デプグリーフ
デプグリーフ（欧字名:Depgleef、1974年4月11日 - 不明）はアメリカ合衆国生産の競走馬、繁殖牝馬。日本輸入後、えりも牧場の基礎輸入牝馬として多くの活躍馬を輩出する牝系の祖となった。

## 生涯
1977年に日本に輸入され、えりも牧場で繁殖生活を送った。ゲイサンとの配合で生産した2番仔のパッシングサイアーが1982年の菊花賞で2着に入るなど重賞戦線で活躍すると、ゼダーンとの配合で生産した5番仔のパッシングパワーが1988年の金鯱賞を制し、産駒初の重賞勝利を達成した。
1992年3月9日に出産したミホシンザンとの仔が最後の産駒となり、1995年12月に用途変更となった。
1997年、6番仔エリモシューテングの産駒であるエリモシックが一族初のGI制覇となるエリザベス女王杯優勝を果たした。

## 繁殖成績
|        | 生年   | 馬名               | 性 | 毛色   | 父                     | 馬主     | 管理調教師       | 戦績           | 出典   |
| ------ | ------ | ------------------ | -- | ------ | ---------------------- | -------- | ---------------- | -------------- | ------ |
| 初仔   | 1978年 | エリモヘンリー     | 牡 | 栃栗毛 | ゲイサン               | 山本慎一 | 栗東・上田武司   | 8戦2勝         | [ 3 ]  |
| 2番仔  | 1979年 | パッシングサイアー | 牡 | 栗毛   | ゲイサン               | 山本慎一 | 栗東・大久保石松 | 12戦4勝        | [ 4 ]  |
| 3番仔  | 1980年 | エリモダンサー     | 牡 | 青鹿毛 | ノーザンアンサー       | 山本慎一 | 栗東・大久保正陽 | 3戦0勝         | [ 5 ]  |
| 4番仔  | 1981年 | アラーダッシュ     | 牡 | 栗毛   | ニゾン                 | 福島徳佑 | 美浦・二本柳俊夫 | 5戦0勝         | [ 6 ]  |
| 5番仔  | 1983年 | パッシングパワー   | 牡 | 芦毛   | ゼダーン               | 山本菊一 | 栗東・大久保石松 | 24戦7勝        | [ 7 ]  |
| 6番仔  | 1994年 | エリモシューテング | 牝 | 黒鹿毛 | テスコボーイ           | 山本慎一 | 栗東・大久保石松 | 3戦2勝（繁殖） | [ 8 ]  |
| 7番仔  | 1985年 | エリモシンボル     | 牡 | 鹿毛   | ブレイヴェストローマン | 山本慎一 | 栗東・上田三千夫 | 29戦3勝        | [ 9 ]  |
| 8番仔  | 1986年 | エリモカイソク     | 牡 | 鹿毛   | スティールハート       | 山本慎一 | 栗東・清水出美   | 13戦1勝        | [ 10 ] |
| 9番仔  | 1987年 | エリモベェスト     | 牡 | 鹿毛   | ブレイヴェストローマン | 山本慎一 | 栗東・大久保正陽 | 11戦0勝        | [ 11 ] |
| 10番仔 | 1988年 | エリモハスラー     | 牝 | 黒鹿毛 | ブレイヴェストローマン | 山本慎一 | 栗東・山内研二   | 3戦0勝（繁殖） | [ 12 ] |
| 11番仔 | 1990年 | エリモフローレンス | 牝 | 鹿毛   | イルドブルボン         |          |                  | 不出走（繁殖） | [ 13 ] |
| 12番仔 | 1992年 | エリモナルシス     | 牝 | 鹿毛   | ミホシンザン           | 山本慎一 | 栗東・田所秀雄   | 不出走         | [ 14 ] |

## 主要なファミリーライン
- Toxophilite Mare 1861 - F-No.9-f始祖
  - Black Star 1880
    - The Appl 1886
      - One I Love 1893
        - Affection 1914 ---←アフェクション牝系へ
          - Escutcheon 1927
            - Bourtai 1942 ---←ブアタイ牝系へ
              - Bayou 1954
                - Batteur 1960
                  - *デプス 1970
                    - *デプグリーフ 1974---↓（改行）

太字はGI級競走優勝馬。*は日本に輸入された馬。
---↓デプグリーフ牝系
- *デプグリーフ 1974
  - パッシングサイアー 1979（OP1勝、菊花賞2着）
  - パッシングパワー 1983（金鯱賞）
  - エリモシューテング 1984（忘れな草賞）
    - エリモシック 1993（エリザベス女王杯）
    - エリモピクシー 1998（ファイナルステークス）
      - リディル 2007（スワンステークス、デイリー杯2歳ステークス）
      - クラレント 2009（デイリー杯2歳ステークスなど重賞6勝）
      - レッドアリオン 2010（マイラーズカップ、関屋記念）
      - サトノルパン 2011（京阪杯）
      - レッドアヴァンセ 2013（エルフィンステークス）
      - レッドオルガ 2014
        - ルージュソリテール 2022（スイートピーステークス）

      - レッドヴェイロン 2015（OP1勝）

  - エリモハスラー 1988
    - エリモハリアー 2000（函館記念）

  - エリモフローレンス　1990
    - エリモダンディー 1994（日経新春杯、京阪杯）

牝系図の出典：牝系検索α

## 血統表
| デプグリーフの血統         | デプグリーフの血統                                   | デプグリーフの血統                                   | （血統表の出典）                                     | （血統表の出典） |
| 父系                       | オリオール系                                         | オリオール系                                         | オリオール系                                         |                  |
| 父 Vaguely Noble 鹿毛 1965 | 父の父*ヴィエナ 栗毛 1957                            | Aureole                                              | Hyperion                                             | Hyperion         |
| 父 Vaguely Noble 鹿毛 1965 | 父の父*ヴィエナ 栗毛 1957                            | Aureole                                              | Angelola                                             |                  |
| 父 Vaguely Noble 鹿毛 1965 | 父の父*ヴィエナ 栗毛 1957                            | Turkish Blood                                        | Turkhan                                              | Turkhan          |
| 父 Vaguely Noble 鹿毛 1965 | 父の父*ヴィエナ 栗毛 1957                            | Turkish Blood                                        | Rusk                                                 |                  |
| 父 Vaguely Noble 鹿毛 1965 | 父の母Noble Lassie 鹿毛 1956                         | Nearco                                               | Pharos                                               | Pharos           |
| 父 Vaguely Noble 鹿毛 1965 | 父の母Noble Lassie 鹿毛 1956                         | Nearco                                               | Nogara                                               |                  |
| 父 Vaguely Noble 鹿毛 1965 | 父の母Noble Lassie 鹿毛 1956                         | Belle Sauvage                                        | Big Game                                             | Big Game         |
| 父 Vaguely Noble 鹿毛 1965 | 父の母Noble Lassie 鹿毛 1956                         | Belle Sauvage                                        | Tropical Sun                                         |                  |
| 母 *デプス 鹿毛 1970       | 母の父Buckpasser 鹿毛 1963                           | Tom Fool                                             | Menow                                                | Menow            |
| 母 *デプス 鹿毛 1970       | 母の父Buckpasser 鹿毛 1963                           | Tom Fool                                             | Gaga                                                 |                  |
| 母 *デプス 鹿毛 1970       | 母の父Buckpasser 鹿毛 1963                           | Busanda                                              | War Admiral                                          | War Admiral      |
| 母 *デプス 鹿毛 1970       | 母の父Buckpasser 鹿毛 1963                           | Busanda                                              | Businesslike                                         |                  |
| 母 *デプス 鹿毛 1970       | 母の母Batteur 栗毛 1960                              | Bold Ruler                                           | Nasrullah                                            | Nasrullah        |
| 母 *デプス 鹿毛 1970       | 母の母Batteur 栗毛 1960                              | Bold Ruler                                           | Miss Disco                                           |                  |
| 母 *デプス 鹿毛 1970       | 母の母Batteur 栗毛 1960                              | Bayou                                                | Hill Prince                                          | Hill Prince      |
| 母 *デプス 鹿毛 1970       | 母の母Batteur 栗毛 1960                              | Bayou                                                | Bourtai                                              |                  |
| 母系(F-No.)                | デプス(USA)系(FN:9-f)                                | デプス(USA)系(FN:9-f)                                | デプス(USA)系(FN:9-f)                                | [ § 2 ]          |
| 5代内の近親交配            | Nearco 3×5、Hyperion 4×5（父内）、Bahram 5×5（父内） | Nearco 3×5、Hyperion 4×5（父内）、Bahram 5×5（父内） | Nearco 3×5、Hyperion 4×5（父内）、Bahram 5×5（父内） | [ § 3 ]          |
| 出典                       | 1. 2. 3.                                             | 1. 2. 3.                                             | 1. 2. 3.                                             | 1. 2. 3.         |